# Lana Jo Chapin
Lana Jo Chapin (...) è un'ex sciatrice alpina statunitense paralimpica, che ha rappresentato gli Stati Uniti nello sci alpino paralimpico ai Giochi paralimpici invernali del 1984 e del 1988, entrambi svolti a Innsbruck, vincitrice di tre medaglie, di cui due argenti e un bronzo.

## Carriera
Con un tempo di 1:19.76, Chapin si è classificata terza, vincendo la medaglia di bronzo nella gara di discesa libera LW4 alle Paralimpiadi di Innsbruck 1984. Sul podio, al 1º posto, la tedesca Reinhild Möller (in 1:13.01) e al 2º posto la canadese Lana Spreeman (in 1:17.97).
Quattro anni più tardi, sempre a Innsbruck, Chapin ha vinto due medaglie d'argento: nello slalom gigante (medaglia d'oro per Reinhild Möller e di bronzo per Beatrice Berthet) e discesa libera (al 1º posto sempre Möller e al 3º posto Lana Spreeman). Entrambe le gare si sono svolte nella categoria LW4.

## Palmarès

### Paralimpiadi
- 3 medaglie:
  - 2 argenti (slalom gigante LW4 e discesa libera LW4 a Innsbruck 1988)
  - 1 bronzo (discesa libera LW4 a Innsbruck 1984)